# Letiště Charlese de Gaulla Paříž
Letiště Charlese de Gaulla Paříž (IATA: CDG, ICAO: LFPG, také Roissy), francouzsky Aéroport de Paris-Charles-de-Gaulle, je největší letiště u Paříže a druhé v Evropě co do počtu přepravených lidí po londýnském Heathrow. Leží mj. na území města Roissy-en-France.
Je vzdáleno 23 kilometrů severovýchodně od Paříže a s městem je spojeno příměstským RER B i vysokorychlostním vlakem TGV, dálnicí, několika autobusovými linkami a taxíky. Bylo jedno z prvních v Evropě, kde byl zaveden integrovaný dopravní systém.
Tři terminály tvořící letiště spojují bezplatné autobusy, které denně přepraví přibližně 200 000 lidí.
- Terminál T1, otevřený roku 1974, obsluhuje mezinárodní lety (mimo letů společnosti Air France a jejích partnerů).
- Terminál T2 obsluhuje lety společnosti Air France, jejích partnerů a další linky do evropských měst i do zámoří. Je z terminálů největší a dále se rozšiřuje. Má v současné době sedm samostatných odbavovacích hal (A až G), na něž navazují satelity S3 a S4, a v roce 2010 byl rozšířen na předběžnou kapacitu 50 milionů přepravených osob ročně.
- Terminál T3 (dříve T0 a T9) obsluhuje pouze nízkonákladové a charterové lety.

Letiště Charlese De Gaulla nabízí svým zákazníkům možnost ubytovat se v různých luxusních hotelech.
V květnu 2018 se jednalo podle měření společnosti FlightStats z hlediska zpoždění o lepší průměr ze zkoumaných evropských letišť, lepší než letiště Frankfurt, Řím nebo Londýn (Gatwick). Se zpožděním menším než patnáct minut přilétalo a odlétalo přes 69 % letadel.
V roce 2018 letiště odbavilo 72,2 milionu cestujících, čímž se zařadilo na 10. místo v žebříčku nejrušnějších letišť světa. V objemu nákladní dopravy bylo 14. na světě (2 156 327 tun nákladu) a 2. v Evropě (po Frankfurtu).

## Vybavení
Na letišti je možné najít jak základní služby jako např. směnárnu, dětský koutek, placený přístup na internet, ztráty a nálezy, tak také služby, které se většinou vyskytují na největších letištích – zdravotní středisko a lékárnu, modlitebnu, bankomaty, poštu a business salónek. Taxi služby zde zajišťuje dostatečné množství taxi společností. Parkování je zde jak venkovní, tak i kryté, na letišti CDG je možné zaparkovat auto i dlouhodobě. 

## Doprava do centra a její ceny
Jízdenka linkou RER B do centrální části Paříže (do zóny 1) stojí 10,30 € včetně zavazadel a lze s ní přestupovat na linky metra.
Pokud ale cestujete např. s těžkým kufrem, ověřte si podmínky na vaší výstupní/přestupní stanici. Na několika totiž chybí eskalátor nebo výtah a některé přestupy na stanici Châtelet – Les Halles vedou po dlouhých pohyblivých chodnících. Proto stojí za úvahu i možnost taxi-dopravy, která do centra stojí okolo 30-60 € za max. 3 osoby, tedy při více osobách může vyjít cenově srovnatelně jako RER, ale s podstatně vyšším komfortem. Pozor, v taxi může být vyžadován příplatek za čtvrtou a další osobu nebo za více než 1 velké zavazadlo na osobu.

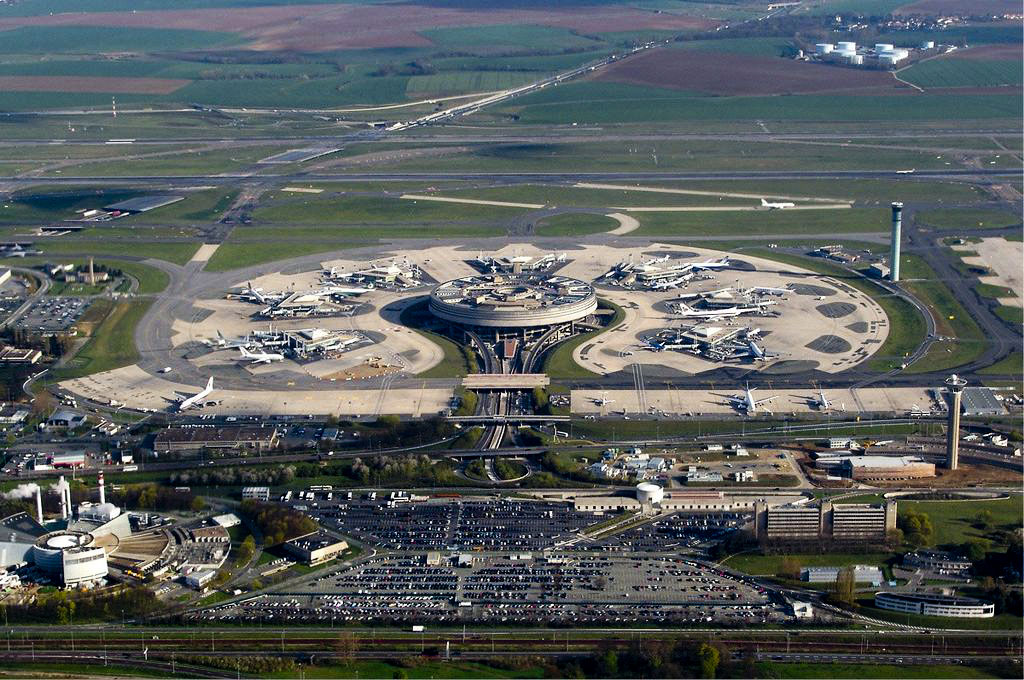
Terminál 1

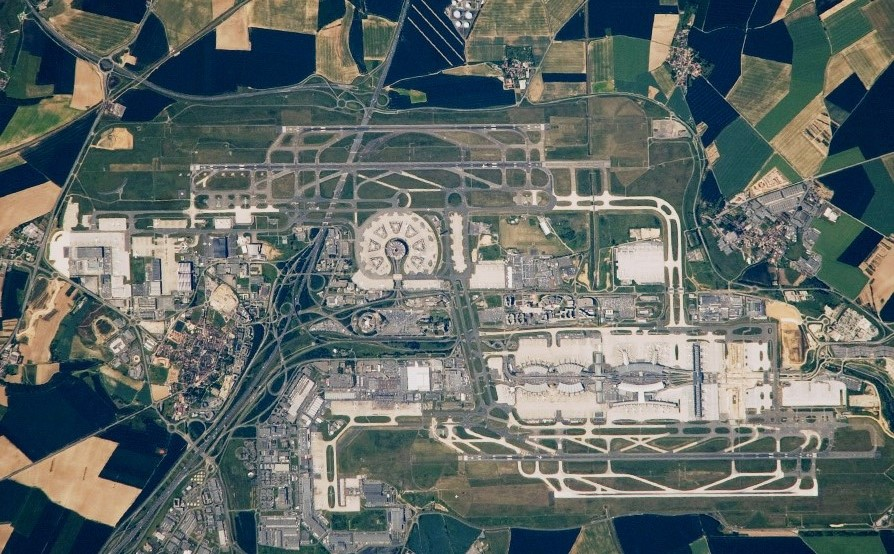
Satelitní pohled. Vpravo dole T2, uprostřed T1 a vpravo od něho hangár T3. Nahoře a dole jsou přistávací dráhy, vlevo dole dálnice do Paříže.

(Aktualizováno: březen 2013)